# 金堀城
金堀城（かなぼりじょう）は、千葉県船橋市金堀にあった中世の日本の城。

## 概要
印旛沼に注ぐ桑名川沿いに位置し、資料は乏しいが、当地周辺に勢力を張った臼井氏一族が拠ったものと考えられている。

## 構造
桑納川と金堀川に挟まれた台地端に占地し、船橋市史に掲載された金堀城跡実測平面図によると、正方形状の主郭と、主郭の西側の長方形の郭の二郭が認められる。周囲に馬場跡等の地名が残ることから、城域は左記二郭を主郭部としてより広範囲に及んでいたものと考えられる。
内郭については、四周を土塁が回り、南面を除く三方には加えて空堀が設けられていた。また、西及び北側には横矢掛が、南側には突出した土塁を伴う虎口、東側には土塁を伴う横堀が、それぞれ設けられた厳重な構えとなっていた。一方の外郭は、南端を除く三方に低い土塁が廻るものの、空堀は設けられていなかったとされる。このため、西側の区画は郭ではなく、内郭のみの単郭様の城館であったと考える向きもある。

## 考古資料

### 遺構
1970年代に主郭部の大半が削り取られ消滅したが、北面および東面の空堀、土塁が残る。